# 東松山バイパス (国道407号)

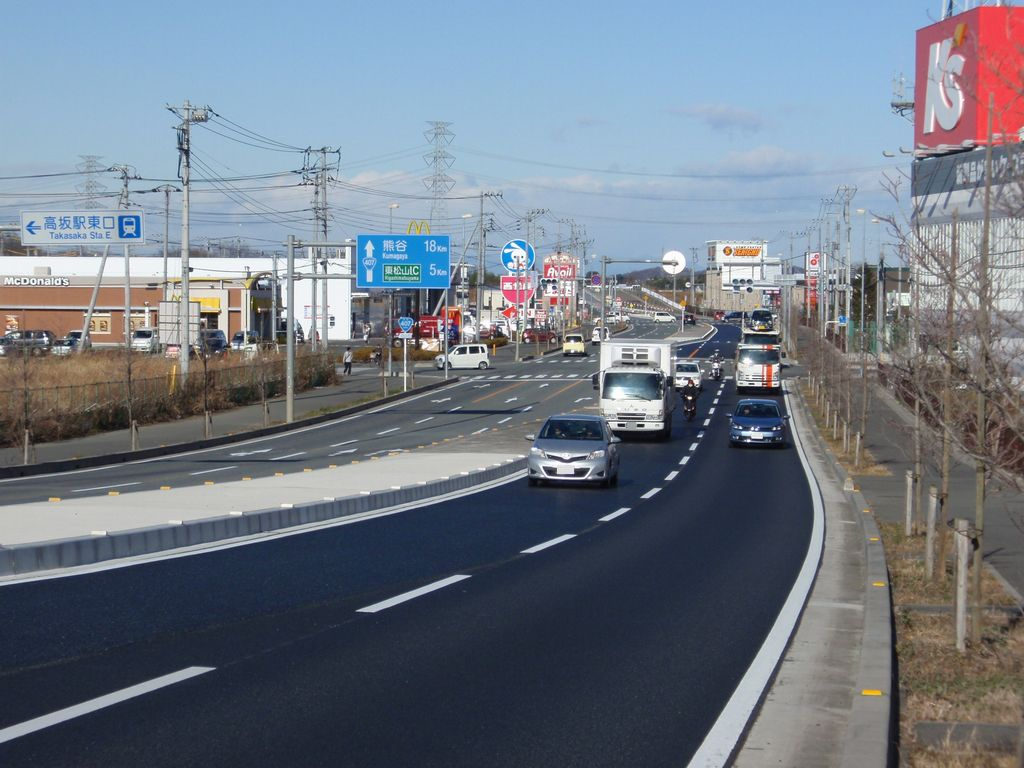
東松山市あずま町地内。（坂戸市方面から新宿小交差点方面）

東松山バイパス（ひがしまつやまバイパス）は、埼玉県東松山市大字東平から、同市高坂橋北に至る国道407号のバイパス道路である。便宜上、途中新宿小学校(南)交差点で接続する埼玉県道27号東松山鴻巣線バイパスについても合わせて解説する。

## 概要
全線4車線。東平 - 柏崎の区間と、途中新宿小学校南交差点で分岐し高坂橋北に至る、同じ国道407号東松山バイパスながら2本の道路からなる丁字型のバイパスである。
なお、東松山バイパスの全通により、東平交差点 - 高坂橋交差点までの日中所要時間は、旧道利用の約30分からバイパス利用で約18分に短縮された。
なお、当バイパス以遠について、熊谷方面のみ対面2車線の古い通りとなっており、他方面（坂戸方面、県道27号吉見方面、国道254号川越方面）は全て対面4車線の高規格な道路が接続している。

### 東平 - 新宿小学校(南) - 柏崎区間
幅員18mの計画4車線道路。かつての埼玉県道熊谷入間線のうち、東松山市街地を迂回し熊谷市方面から国道254号の川越市方面へショートカットするバイパスルートとして建設された（熊谷方面と川越方面の直結は古道熊谷往還の名残である）。1967年に暫定2車線で開通し、その後4車線化。1982年には旧道とともに国道407号に格上げされた。国道254号に合流後は、高坂方面へ合流するため、国道254号バイパスへ重複していた。後述の通り、2022年4月1日付で新宿小学校南 - 柏崎間は埼玉県道27号東松山鴻巣線に格下げされた。
終点の柏崎交差点は、国道254号の群馬県藤岡市方面と埼玉県道27号東松山鴻巣線の熊谷市方面とのY字路となっており分岐点となるため、柏崎交差点の川越方向は、将来的に立体交差化が可能な幅員が確保されている。

### 新宿小学校南 - 高坂橋北区間
幅員23.5mの計画4車線道路。上記区間と国道407号南側の入間市方面を結ぶ区間で上記区間と同時に計画され、1983年に一部区間が開通したが、都幾川に架かる新東松山橋の建設に時間を要したため、全通は2007年3月25日となった。当初は全線暫定2車線であったが、2017年3月23日までに全線4車線化された。国道254号との交点（下野本交差点）は立体交差となっており、国道407号がアンダーパスしている。
なお、新宿小学校南 - 下野本の区間は当初は埼玉県道27号東松山鴻巣線バイパスとして開通され、国道407号に指定されていなかったが、高坂橋方面からの方面案内板では、同区間を国道407号として案内されていた（熊谷方面からも県道の吉見町方面側が開通するまでは国道407号の別ルートとして案内されていた）。後述の通り、2022年4月1日付で国道407号に格上げされ、案内と実際の指定が一致した。

### 新宿小学校南 - 吉見町久米田区間
埼玉県道27号東松山鴻巣線に指定されている幅員23.5mの計画4車線道路。新宿小学校南交差点から久米田交差点までが暫定2車線となっている。この区間は埼玉県道27号東松山鴻巣線であり、国道254号との交点である「下野本」交差点から、新宿小学校南を経由して比企郡吉見町大字久米田に至る。入間市方面から東松山バイパスを経由し鴻巣市・加須市方面に至る。新宿小学校南交差点は、将来的に立体交差が可能な用地が確保されており、こちらも久米田交差点まで4車線化が可能な構造となっている。

## 歴史
- 1967年：東平 - 柏崎交差点間、暫定2車線で開通。
- 19xx年：東平 - 柏崎間4車線化完成。
- 1983年：新宿小学校南 - 下野本北間、暫定2車線で開通。
- 1992年3月： 高坂区間（高坂神社東- 高坂橋北間）暫定2車線で開通。
- 2000年5月：野本区間（下野本北- 下野本南間）暫定2車線で開通。
- 2007年3月25日：下野本南 - 高坂神社東交差点間暫定2車線で開通。東松山バイパス全通。
- 2011年12月：新東松山橋南 - 高坂橋北間4車線化。
- 2012年3月24日：埼玉県道27号東松山鴻巣線バイパス、新宿小（南） - 久米田間開通。
- 2015年2月4日：下野本南 - 新東松山橋南間4車線化。[2]
- 2016年12月：下野本(国道254号アンダーパス部) - 下野本南間4車線化。国道407号区間4車線化完成。
- 2017年3月23日：新宿小学校(南) - 下野本(国道254号アンダーパス部)間4車線化。東松山バイパス4車線化完成。
- 2022年4月1日：新宿小学校(南) - 下野本間が国道407号に、新宿小学校(南) - 柏崎間が埼玉県道27号東松山鴻巣線へと指定入れ替え、国道254バイパスとの重複解消[3][4]。

## 路線状況

### 重複区間
- 埼玉県道248号石坂高坂停車場線（高坂神社（東）交差点 - 毛塚交差点）

## 地理

### 通過する自治体
- 埼玉県
  - 東松山市

### 交差する道路
| 交差する道路                       | 交差する道路                      | 交差点名   | 最高速度 （最高速度） | 所在地   | 所在地 |
| ---------------------------------- | --------------------------------- | ---------- | --------------------- | -------- | ------ |
| 国道407号 熊谷方面                 |                                   |            |                       |          |        |
| 埼玉県道66号行田東松山線           | 埼玉県道66号行田東松山線          | 東平       | 50                    | 東松山市 | 東平   |
| -                                  | 埼玉県道271号今泉東松山線         | 天神橋     | 50                    | 東松山市 | 松山   |
| 本線                               | 埼玉県道27号東松山鴻巣線          | 新宿小南   | 50                    | 東松山市 | 新宿町 |
| 国道254号（東松山バイパス）        | 国道254号（東松山バイパス）       | 下野本     | 60 （法定速度）       | 東松山市 | 下野本 |
| 埼玉県道345号小八林久保田下青鳥線  | 埼玉県道345号小八林久保田下青鳥線 | 下野本南   | 60 （法定速度）       | 東松山市 | 上野本 |
| 埼玉県道248号石坂高坂停車場線      | 埼玉県道212号岩殿観音南戸守線     | 高坂神社東 | 60 （法定速度）       | 東松山市 | 正代   |
| 埼玉県道212号岩殿観音南戸守線      | -                                 | 宮鼻       | 60 （法定速度）       | 東松山市 | 宮鼻   |
| 埼玉県道248号石坂高坂停車場線      | -                                 | 毛塚       | 60 （法定速度）       | 東松山市 | 毛塚   |
| 国道407号（坂戸バイパス） 入間方面 |                                   |            |                       |          |        |

### 沿線
沿線は東松山市のロードサイド店舗エリアを形成している。
- 東松山マイタウン
- 東松山市民病院
- 岩鼻運動公園
  - 東松山陸上競技場
  - 東松山市営球場・中原球場
- 東京農業大学第三高等学校
- 市野川（天神橋）
- 松山城跡
- 吉見百穴
- 東松山市立東中学校
- 東松山市民文化センター
- パークタウン五領
- 東松山市立野本小学校
- 野本コミュニティセンター
- 都幾川（新東松山橋）
- 都幾川リバーサイドパーク
- むさし緑園都市うらら花高坂
- ピオニウォーク東松山ショッピングモール
- 高坂館跡
- 高坂駅
- 東松山市立高坂小学校
- 九十九川（新九十九川橋）
- 高坂市民活動センター
- 南地区体育館

## ギャラリー

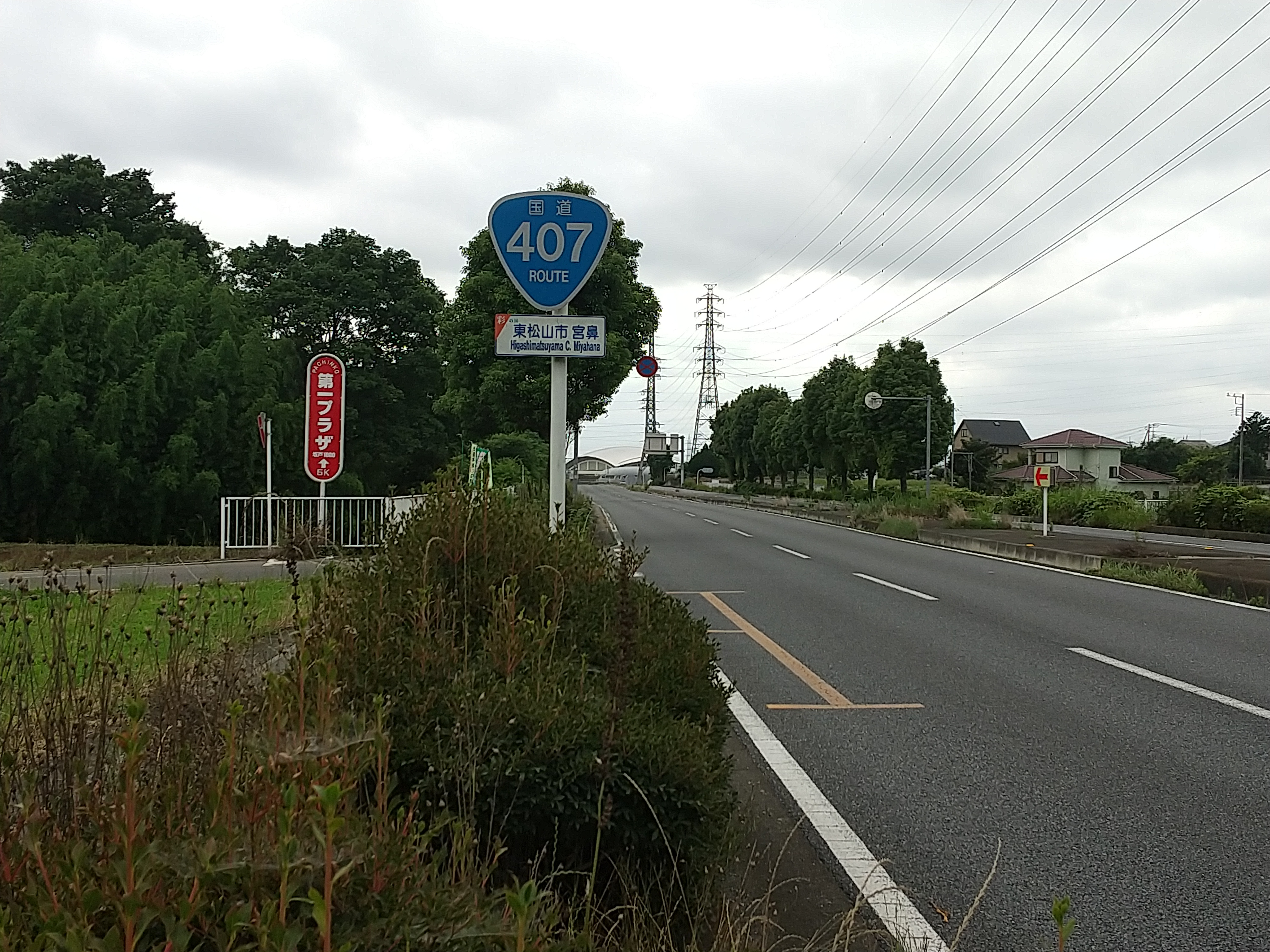
宮鼻付近
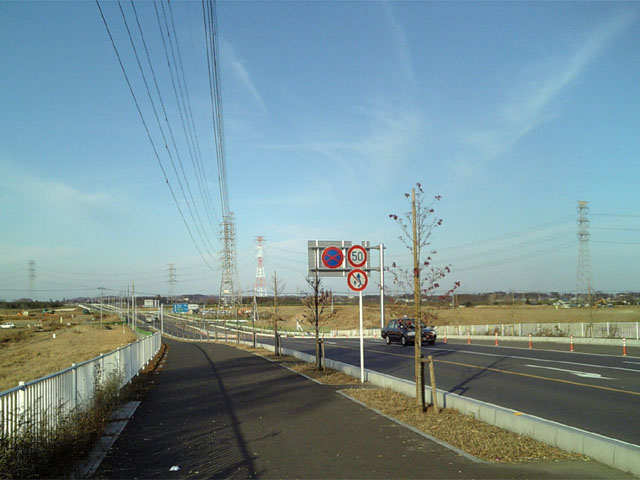
あずま町付近（4車線化前）
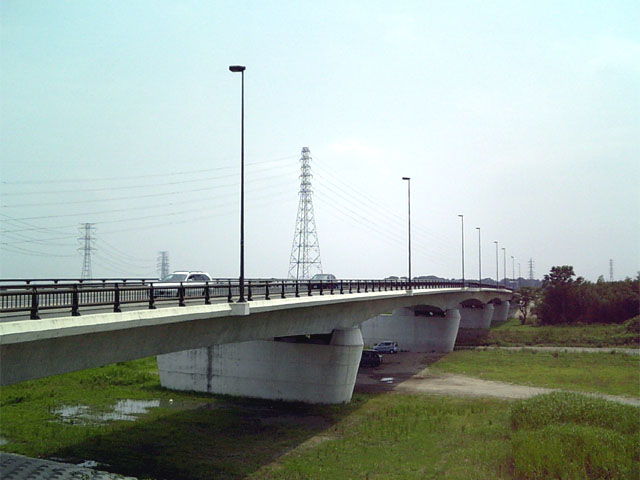
新東松山橋
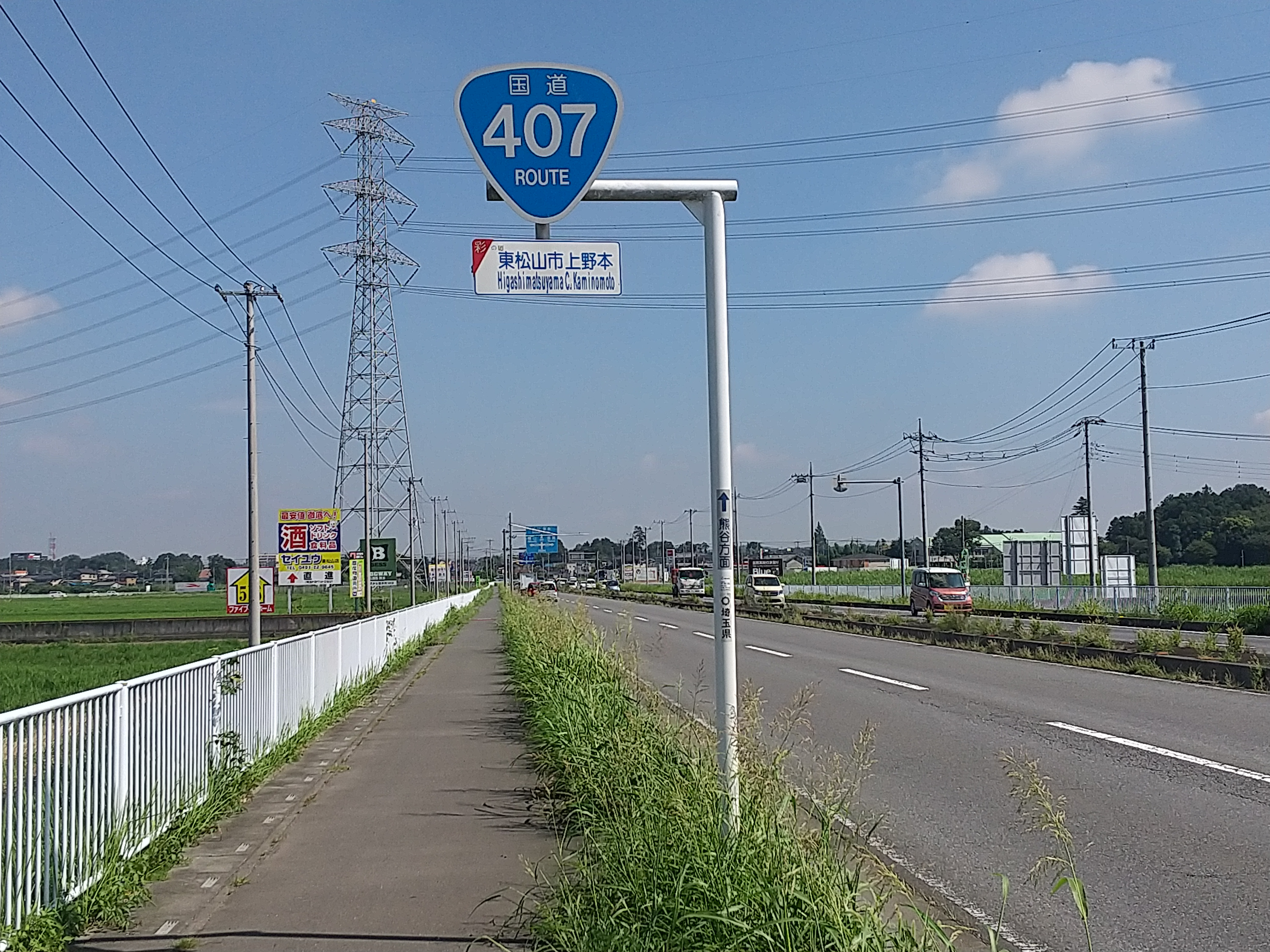
上野本付近
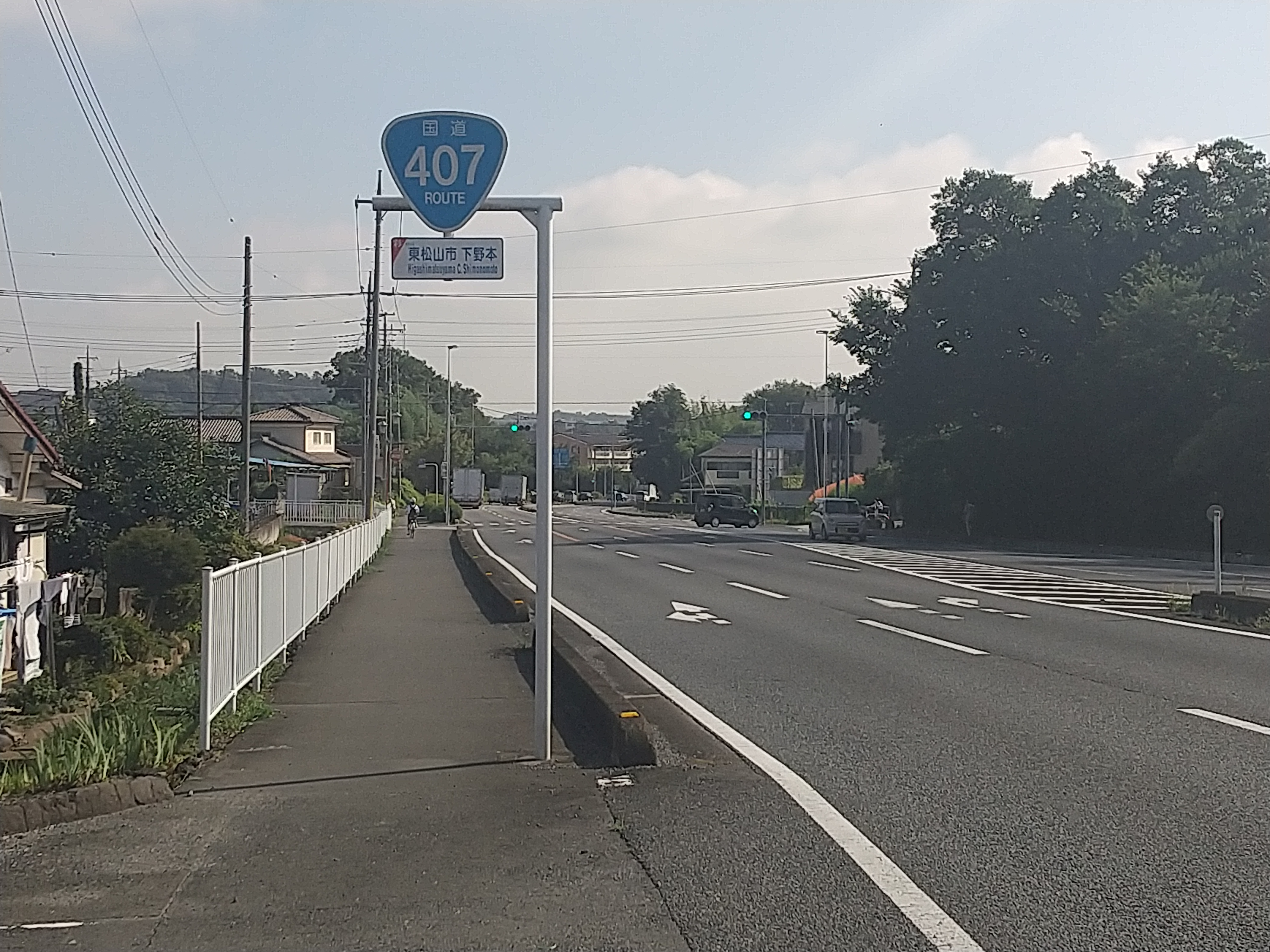
下野本付近（国道昇格後）
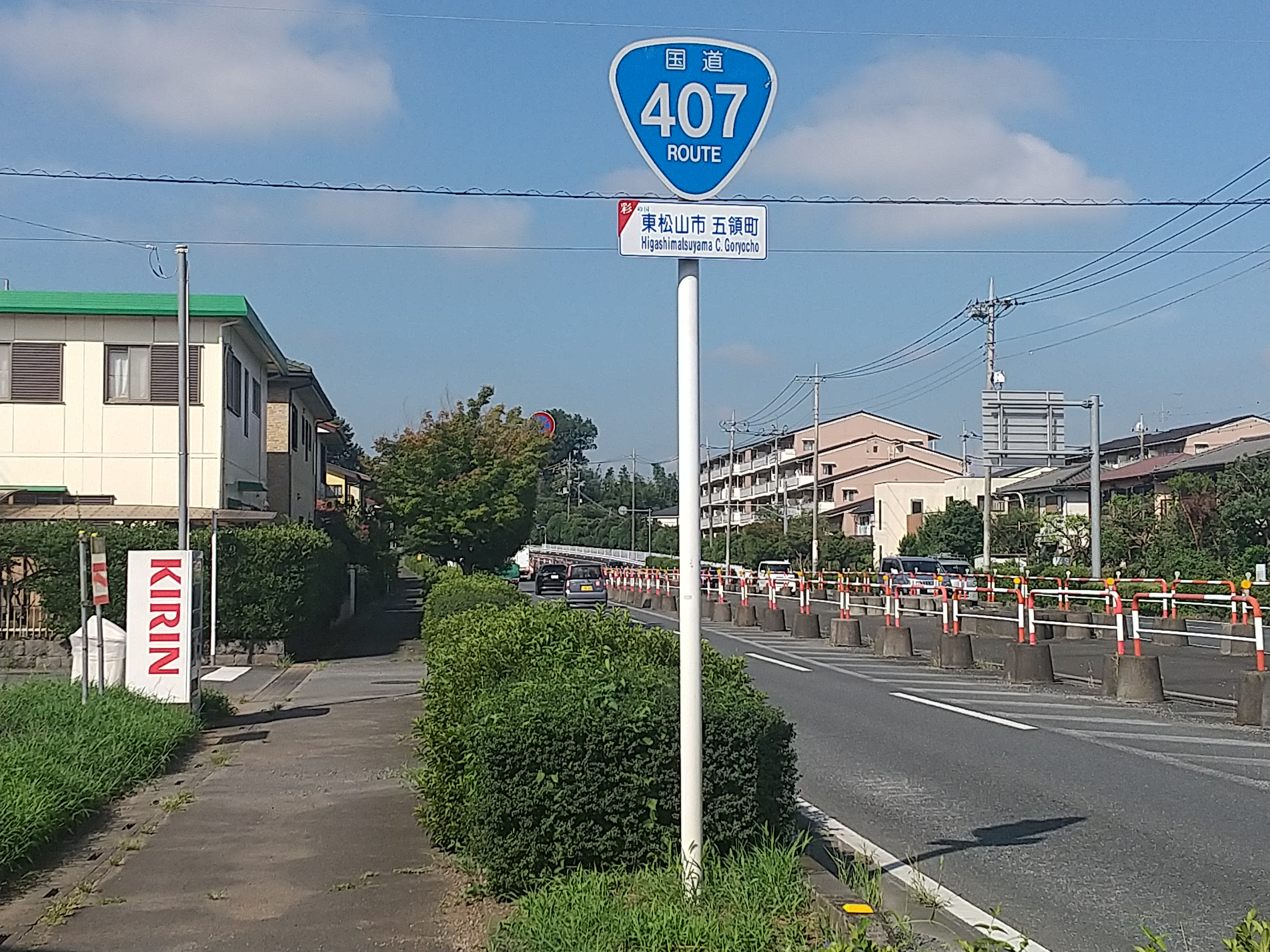
五領町付近（国道昇格後）
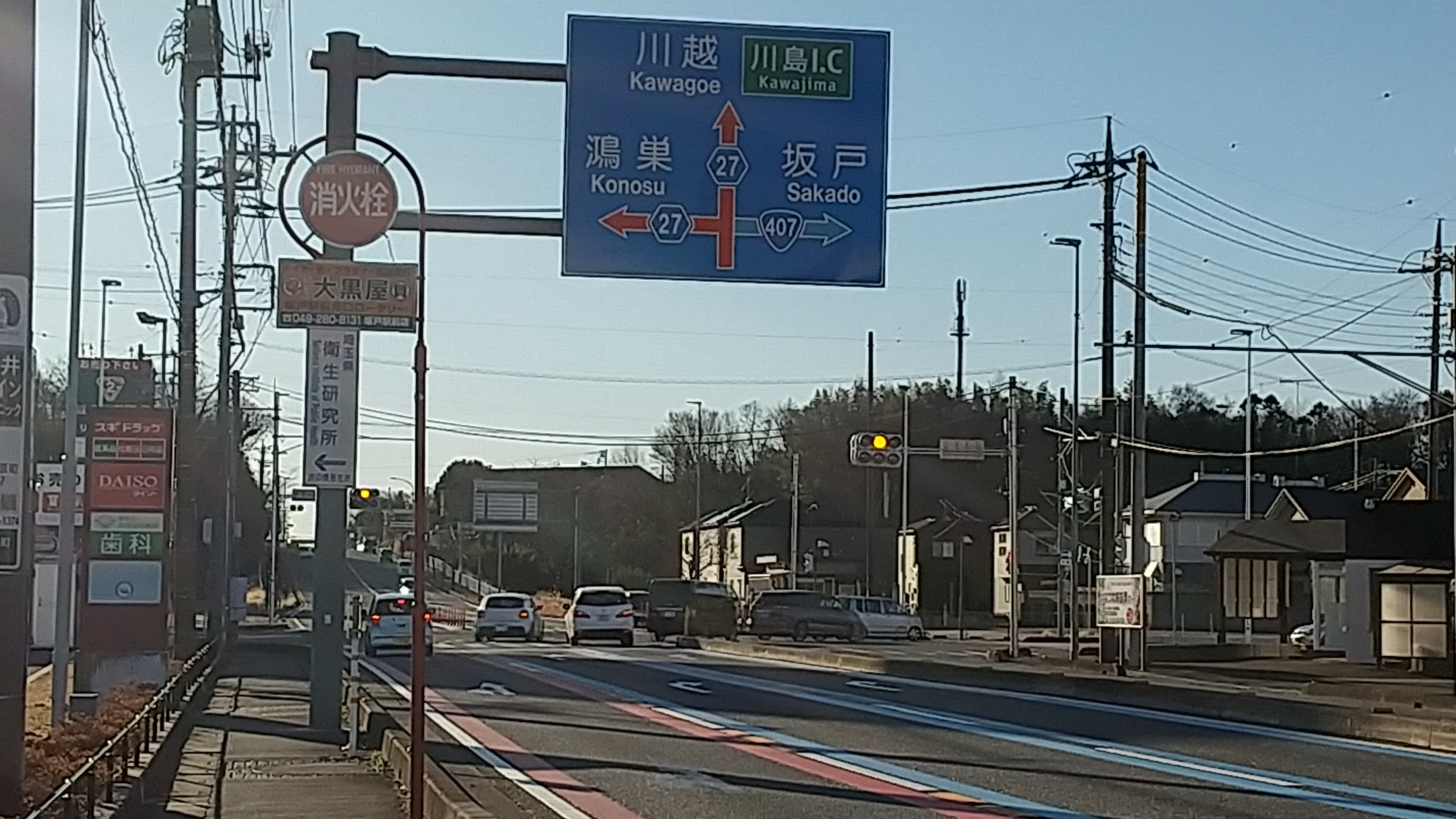
新宿町付近
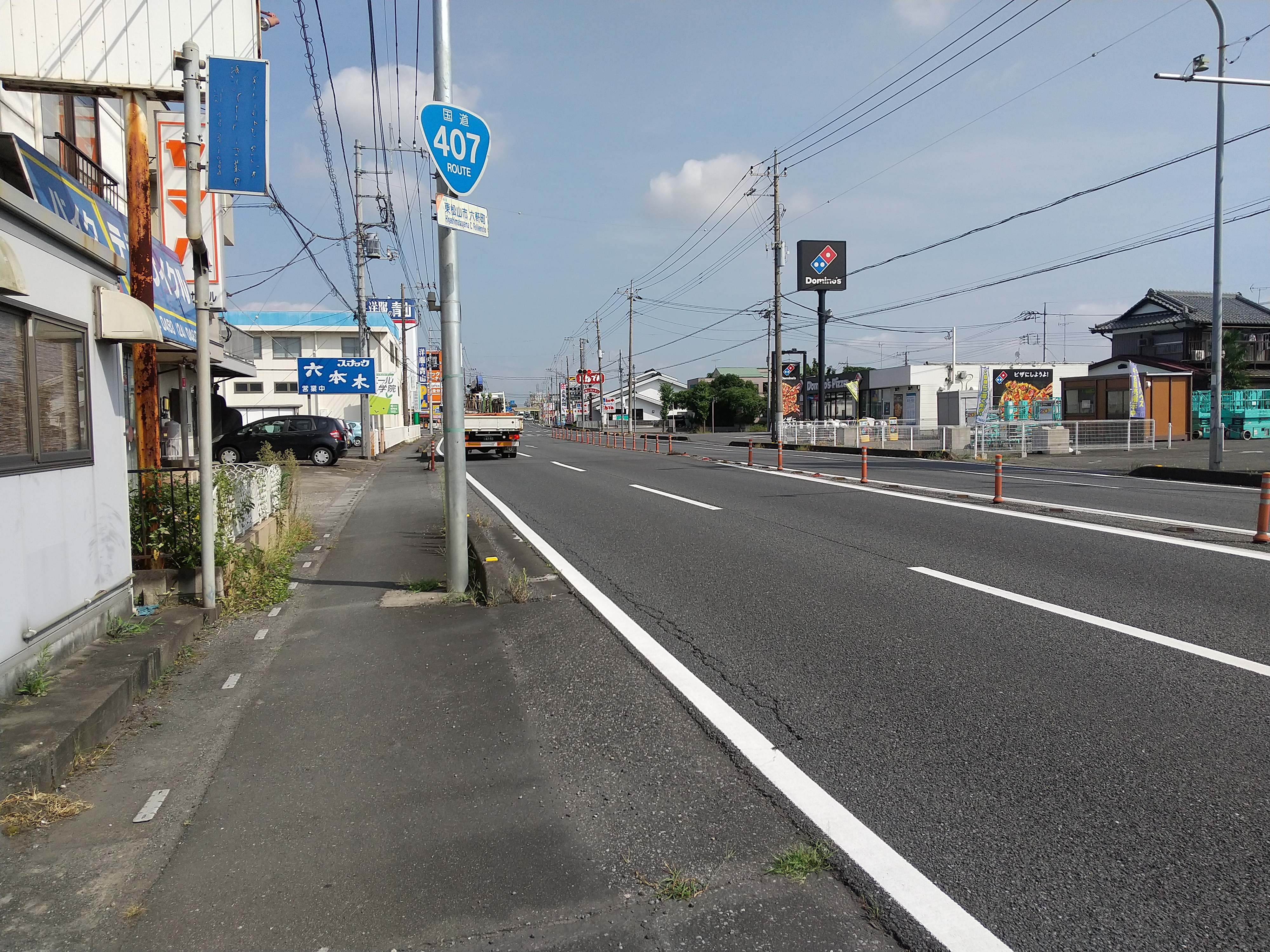
六軒町付近
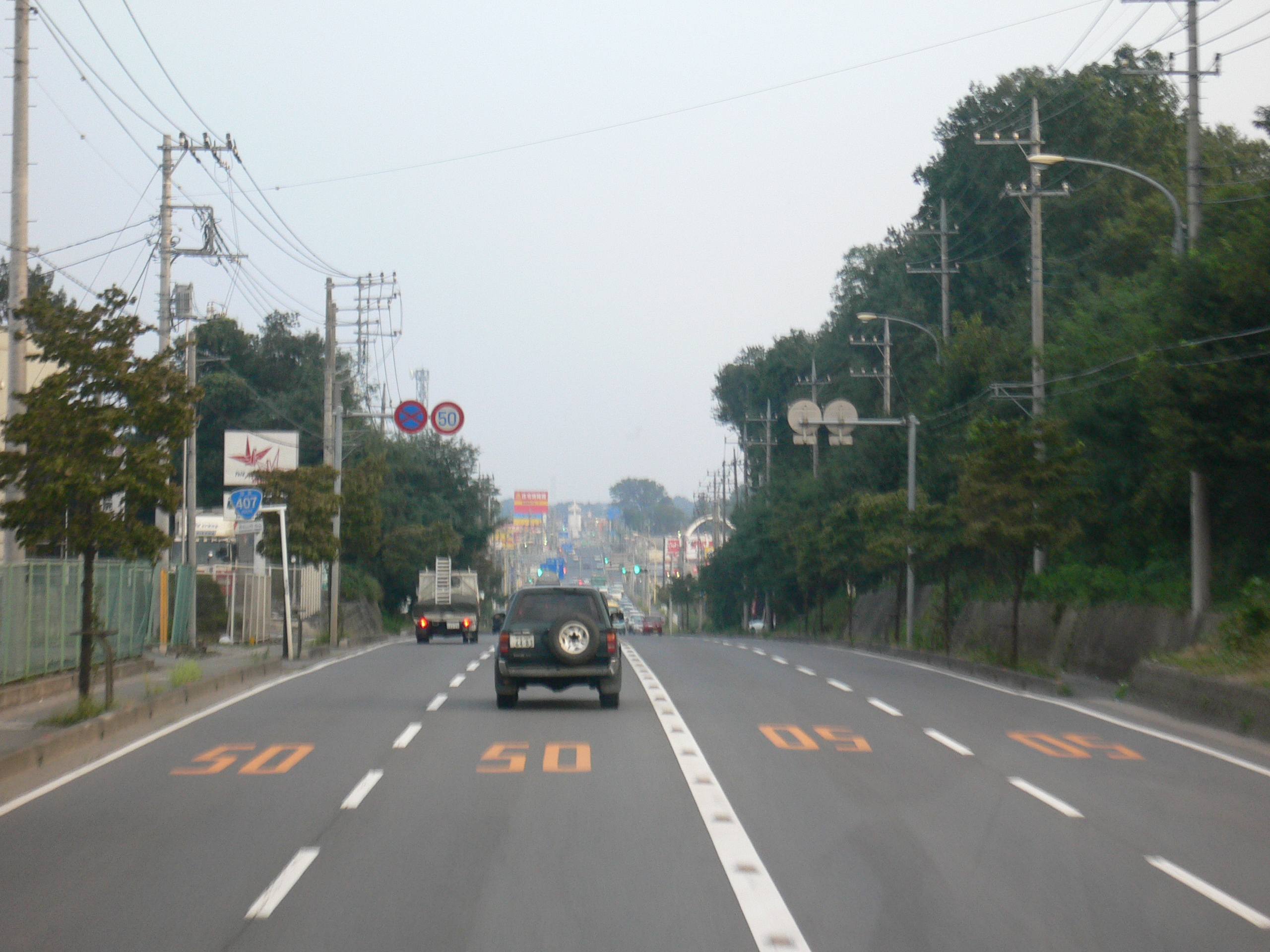
大字松山付近（熊谷市方面から柏崎交差点方面）

## 接続するバイパスの位置関係
（足利方面）現道 - 東松山バイパス - 坂戸バイパス（入間方面）